# 阿洛亞
阿洛亞是拉脫維亞的城鎮，位於該國北部，分別距離首都里加和瓦爾米耶拉120公里和44公里，毗鄰與愛沙尼亞接壤的邊境，由林巴濟縣負責管轄，面積2.76平方公里，2005年人口2,700。